# Вельфи

Герб Веттінів

Вельфи (нім. Welfen) — одна з найстаріших європейських династій, представники якої посідали престоли низки європейських держав, зокрема, різноманітних німецьких та італійських князівств, а також Великої Британії та Росії.

## Перша династія Вельфів

### Історія роду

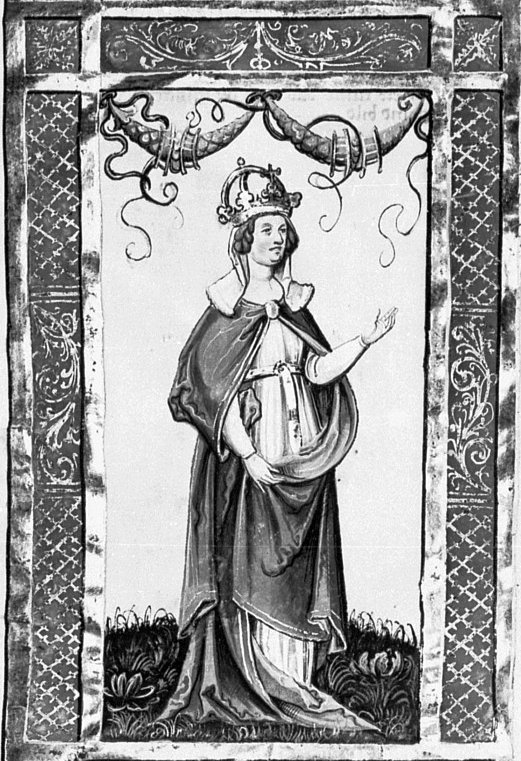
Юдиф (Юдит) Баварська. Мініатюра з Хроніки Вельфів

Перша династія Вельфів, також відома як Старші Вельфи (нім. Die älteren Welfen), була франкського походження. За родинною легендою походження роду возводилось до Едекона, гунського або аланського вождя у часи Аттіли (бл. 450 року), батька Одоакра. Однак перші документальні згадки про нього належать до VIII століття, коли Рутард (нім. Ruthard) після 746 року придбав володіння у районі Маасу й Мозеля. В середині VIII століття Вельфи придбали володіння у Верхній Швабії, у Вейнгартені (Альтдорф).
Достовірно дерево роду прослідковується лише починаючи з Вельфа I (778—825), за ім'ям якого рід й дістав свою назву. За однією версією він був сином Рутарда, за іншою — графа Ізембарда. Вельф I був графом в Аргенгау, сеньйором Альтдорфу й Равенсбургу. Йому 819 року вдалось видати свою дочку Юдит за імператора Людовика Благочестивого, що послугувало відправною точкою у возвеличенні роду. Пізніше ще одна його дочка, Емма, вийшла заміж за сина імператора Людовика від першого шлюбу — Людовика Німецького.
Двоє синів Вельфа I значно посилили позиції роду. Старший, Рудольф I (помер 866), після шлюбу сестри він отримав абатства Жюм'єжу та Сен-Рік'є, інший, Конрад I Старий, успадкував родові володіння у Аргенгау. Вони розділили долю сестри під час повстання синів Людовика Благочестивого — у 830 році їх було силоміць пострижено за наказом Лотара I, старшого сина імператора Людовика, та відправлено до монастиря у Пуатьє. Але 834 року вони повернули своє положення. Пізніше Рудольф від племінника, короля Західного Франкського королівства Карла II Лисого отримав декілька графств — Понтьє, Санс, Труа. Із синів Рудольфа I Конрад Чорний був графом Парижу й Сансу, Рудольф II — графом у Тургау й Цюріхгау, а також маркграфом Реції.
Конрад I після смерті імператора Людовика Благочестивого став радником короля Східного Франкського королівства Людовика II Німецького. При цьому у 830-х — 840-х роках він отримав низку володінь у Верхній Швабії. 839 року Конрад згадується як граф у Аргенгау та Альпгау, а 844 року — як граф Ліннцгау. Однак з його чотирьох синів двоє, Конрад II і Гуго Абат 859 року перейшли на службу до свого двоюрідного брата — короля Західно-Франкського королівства Карла II Лисого, від якого отримали володіння замість втрачених. Гуго Абат володів декількома великими абатствами, а після загибелі 866 року Роберта Сильного став маркізом Нейстрії, вдало відбивав набіги норманів. Після смерті Карла Лисого у 877 році Гуго разом із канцлером Гозленом та архієпископом Реймсу Гінкмаром був однією з найвпливовіших фігур при королівському дворі. Він був головним радником короля Людовика II, а потім і його синів Людовика III та Карломана.

#### Швабська лінія
Родоначальником цієї гілки був Вельф II (помер до 876), граф у Лінцгау 842/850, граф у Альпгау 852/858. Він традиційно вважається одним з синів Конрада I Старого, однак він міг бути й сином Рудольфа I. Генеалогія його нащадків відома лише за двома документами — «Генеалогією Вельфів» (лат. Genealogia Welforum), яку було написано 1125/1126 року, та «Вайнгартенською історією Вельфів» (лат. Historia Welforum Weingartensis), створеною дещо пізніше — у 1160-х роках. Вони мали володіння у Швабії і Баварії.
З цієї лінії відомий Конрад Святий (помер 26 листопада 975), єпископ Констанцу у 934. Його племінник Рудольф II одружився з дочкою герцога Швабії Конрада I. Син Рудольфа, Вельф II (помер 10 березня 1030), був графом Альтдорфу, Норіталу та Іннталу. Син же Вельфа II, Вельф III (помер 13 листопада 1055), був 1047 року призначений імператором Генріхом III герцогом Каринтійським та маркграфом Веронським. Вельф III помер бездітним, заповівши свої володіння матері, Іміці (померла 21 серпня близько 1055), дочці Фрідріха Люксембурзького, графа Мозельгау, яка стала після його смерті абатисою монастиря Вейнгартен у Альтдорфі, родового монастиря Вельфів. Іміця ж передала ці володіння Вельфу IV, синові її дочки Кунгунди, яка вийшла заміж за маркграфа Лігурії Альберто Аццо II д'Есте. Вельф IV став родоначальником другої династії Вельфів, що існує й у наш час.

#### Бургундська гілка
Родоначальником її став Конрад II (помер близько 881), син Конрада I Старого. У 864 році він отримав в управління землі навколо Женеви та Лозанни, які стали ядром майбутнього герцогство Верхної Бургундії. Після повалення в 887 році імператора Карла III Товстого франкська імперія остаточно розділилась на декілька частин. Барони й духовенство цієї частини колишнього Бургундського королівства зібрались 888 року в місті Сен-Моріс у Вале й проголосили своїм королем Рудольфа I. В результаті було утворено незалежне Верхнє Бургундське королівство. Старший син Рудольфа I, Рудольф II безуспішно намагався стати королем Італії. У підсумку він був змушений відмовитись від своїх претензій, але взамін 933 року отримав королівство Нижня Бургундія, утворивши єдине бургундське королівство Арелат. Після смерті короля Рудольфа III Лінивого 1032 року лінія згасла. Однак, можливо, гілкою цього роду був Рейнфельденський дім.

### Генеалогія
Рутард, граф в Аргенгау; дружина: Ірменгільда
- Вельф I (778—825), сеньйор Альторфу й Равенсбургу; дружина: Хелвіга Саксонська (померла після 833), можливо дочка саксонського вождя Відукінда, абатиса в Шеллі (поблизу Парижу) з 825
  - Рудольф I (помер 866), граф Понтьє з 853, граф Сансу, граф де Труа з 858, світський абат Жюмьєжу й Сен-Рік'є; дружина: Хруодун (померла після 867)
    - Конрад III Чорний (помер 22 березня 882), граф Парижу з 866, граф Сансу
    - Вельф (III) (помер 14 листопада 881), абат монастирів Сен-Колумб-де-Санс та Сен-Рик'є
    - Гуго (помер після 867), священик у монастирі Сен-Солв у Валанс'єні
    - Рудольф II (помер після 895), граф у Тургау та Цюріхгау, маркграф Реції
    - Ліутфрід (помер 870)
    - дочка; чоловік: N, граф у Баварії
      - Луітпольд (бл. 860 — 4 липня 907), маркграф Баварії, засновник Баварського дому Луітпольдингів

  - Конрад I Старий (800—863), граф в Аргенгау, абат Сен-Жермен-д'Осер та Сен-Галл; дружина: Аделаїда Ельзаська (бл. 810 — бл. 882), дочка графа Туру та Буржу Гуго Турського
    - Вельф (II) (помер до 876), граф у Лінцгау 842/850, граф в Альпгау 852/858, родоначальник Швабської гілки
    - Конрад II (помер бл. 881), граф Осеру 859—864, маркграф Верхньої Бургундії з 864, родоначальник Бургундської гілки
    - Гуго Абат (бл. 830—886), абат Сен-Жермен д'Осер, Нуармутьє й Сен-Мартен де Тур;
    - Рудольф
    - (?) Емма, альтернативна дружина Роберта Сильного
    - (?) Юдит[1]; Удо (помер після 879), граф Лангау, маркіз Нормандської Нейстрійської марки
    - (?) дочка; чоловік: Теодоріх (Тьєрі) де Вержі (помер 883/893), граф Шалону

  - Юдит (бл. 805 — 19 або 23 квітня 843); чоловік: з лютого 819 Людовик I Благочестивий (778 — 20 червня 840), король Аквітанії 781—814, король франків та імператор Заходу з 814
  - Емма (бл. 808 — 31 січня 876); чоловік: з 827 Людовик II Німецький (804 — 28 серпня 876), король Баварії з 817, король Східно-Франкського королівства з 840, король Лотарингії з 870

#### Швабська гілка Старших Вельфів
Вельф (II) (помер до 876), граф у Лінцгау 842/850, граф в Альпгау 852/858
- (?) Конрад (IV) (помер бл. 913), граф у Лінцгау
- Етихо I (помер після 911), граф в Аммергау
  - Генрих I (помер після 934); дружина: Ада (Атта) фон Гогенварт (померла після 975)
    - Етихо II
    - Конрад Святий (помер 26 листопада 975), єпископ Констанцу у 934
    - Рудольф I (помер після 935)
      - Рудольф II, граф Альтдорфу; дружина: Іта фон Енінген, дочка Конрада I, герцога Швабії
        - Генріх II (помер 15 листопада бл. 1000), граф Альтдорфу
        - Вельф II (помер 10 березня 1030), граф Альтдорфу, Норіталу та Іннталу; дружина: Імтруда (Іміца) (померла 21 серпня бл. 1055), абатиса монастиря Вейнгартен в Альтдорфі, дочка Фрідріха Люксембурзького, графа Мозельгау
          - Вельф III (помер 13 листопада 1055), герцог Каринтії та маркграф Верони з 1047
          - Кунігунда (бл. 1020 — 31 березня до 1055); чоловік: Альберто Аццо II д'Есте (бл. 996—1097), маркграф Лігурії
            - Вельф IV (бл. 1030/1040 — 9 листопада 1101), герцог Баварії (Вельф I) 1070—1077, 1096—1101, родоначальник Другого дому Вельфів

          - (?) Конрад (помер 27 серпня 1031)

        - Ріхлінд (помер 12 червня 1045); чоловік: Адальберон (помер 27 березня 1045), граф Еберсбергу

      - Етіхо (помер 988), єпископ Аугсбургу

#### Бургундська гілка Старших Вельфів
Конрад II (помер бл. 881), граф Осеру 859—864, маркграф Верхньої Бургундії з 864; дружина: Вальдрада, можливо дочка Ламберта, графа Вормсгау. Діти:
- Рудольф (Рауль) I (бл. 859 — 25 жовтня 912), герцог Верхньої Бургундії з 876, 1-й король Верхньої Бургундії з 888; дружина: з бл. 885 Вілла, дочка Бозона Вьєннського, короля Нижньої Бургундії
  - Рудольф (Родольфо) II (помер 937), король Верхньої Бургундії з 912, король Арелату з 933, король Італії 922—926; дружина: з 922 Берта Швабська (померла після 2 січня 966), дочка Бурхарда II, герцога Швабії
    - Юдит
    - Людовик
    - Конрад I Тихий (бл. 925 — 19 жовтня 993), король Бургундії (Арелату) з 937; 1-ша дружина: Аделаїда (бл. 935/940 — бл. 963/964); 2-га дружина: Матильда (943 — 27 січня 992), дочка короля Західно-Франкського королівства Людовика IV Заморського та Герберги Саксонської
      - (від 1-го шлюбу) Конрад (Куно) (помер після 10 серпня 966)
      - (від 1-го шлюбу) Ґізела (бл. 955/960 — 21 липня 1007); чоловік: до 972 Генріх II Строптивий (951 — 28 серпня 995), герцог Баварії 955—976, 985—995
      - (від 2-го шлюбу) Берта (бл. 964/965 — 16 січня після 1010); 1-й чоловік: з бл. 978/980 Ед I (помер 995), граф Блуа; 2-й чоловік: з 996/997 (розлучення вересень 1001) Роберт II Побожний (972 — 30 липня 1031), король Франції
      - (від 2-го шлюбу) Герберга (бл. 965 — 7 липня 1018); 1-й чоловік: Герман I (помер бл. 985/986), граф фон Верль; 1-й чоловік: з бл. 986 Герман II (помер 2/3 травня 1003), герцог Швабії з 997
      - (від 2-го шлюбу) Рудольф III Лінивий (бл. 971 — 5/6 вересня 1032), король Бургундії з 993; 1-ша дружина: раніше 12 січня 994 Агальтруда (померла 21 березня 1008/18 лютого 1011); 2-га дружина: з 1011 Ірменгарда (померла 25/27 серпня після 1057), вдова Ротбальда III, графа Провансу
        - (незак.) Гуго (помер 31 серпня 1038)

      - (від 2-го шлюбу) Матильда (бл. 975 — ?); чоловік: Роберт, граф Женеви, або Гуго IX фон Егісхейм (помер 1046/1049), граф фон Дашбург
      - (незак.) Бурхард (бл. 965/970 — 22 червня 1030/1031)

    - Бушар (помер 23 червня 957/959), архієпископ Ліону з 949
    - Адельгейда (Аделаїда) (бл. 931 — 16 грудня 999); 1-й чоловік: с 947 Лотар II (926 — 22 листопада 950), король Італії; 2-й чоловік: з 951 Оттон I Великий (23 листопада 912 — 7 травня 973), король Східно-Франкського королівства та імператор Священної Римської імперії
    - Рудольф (937/938 — 26 січня 973), граф в Ельзасі, ймовірний родоначальник Рейнфельдського дому

  - Адельгейда; чоловік: з 18 січня 914 Людовик III Сліпий (бл. 880 — 28 червня 928), король Нижньої Бургундії 887—928, король Італії 899—905), імператор Заходу 901—905
  - Вілла (померла бл. 936); чоловік: Бозо III (885—936), граф Арлю з 926, маркіз Тоскани з 931
  - Вальдрада; чоловік: Боніфацій (помер бл. 953), герцог Сполето з 945
  - Людовик (помер бл. 937), граф Тургау
    - Генріх (помер після 963), граф Во у 943—963
    - (?) Вілла (бл. 905/907 — після 967/986); чоловік: раніше 927 Гуго де Труа (бл. 900/905 — до 948), віконт Сансу, пфальцграф Бургундії у 927
- Аделаїда (Адель) (померла після 14 липня 929); чоловік: з бл. 887/888 Річард I Заступник (бл. 856 — 1 вересня 921), герцог Бургундії з 898

## Друга династія Вельфів

### Історія роду

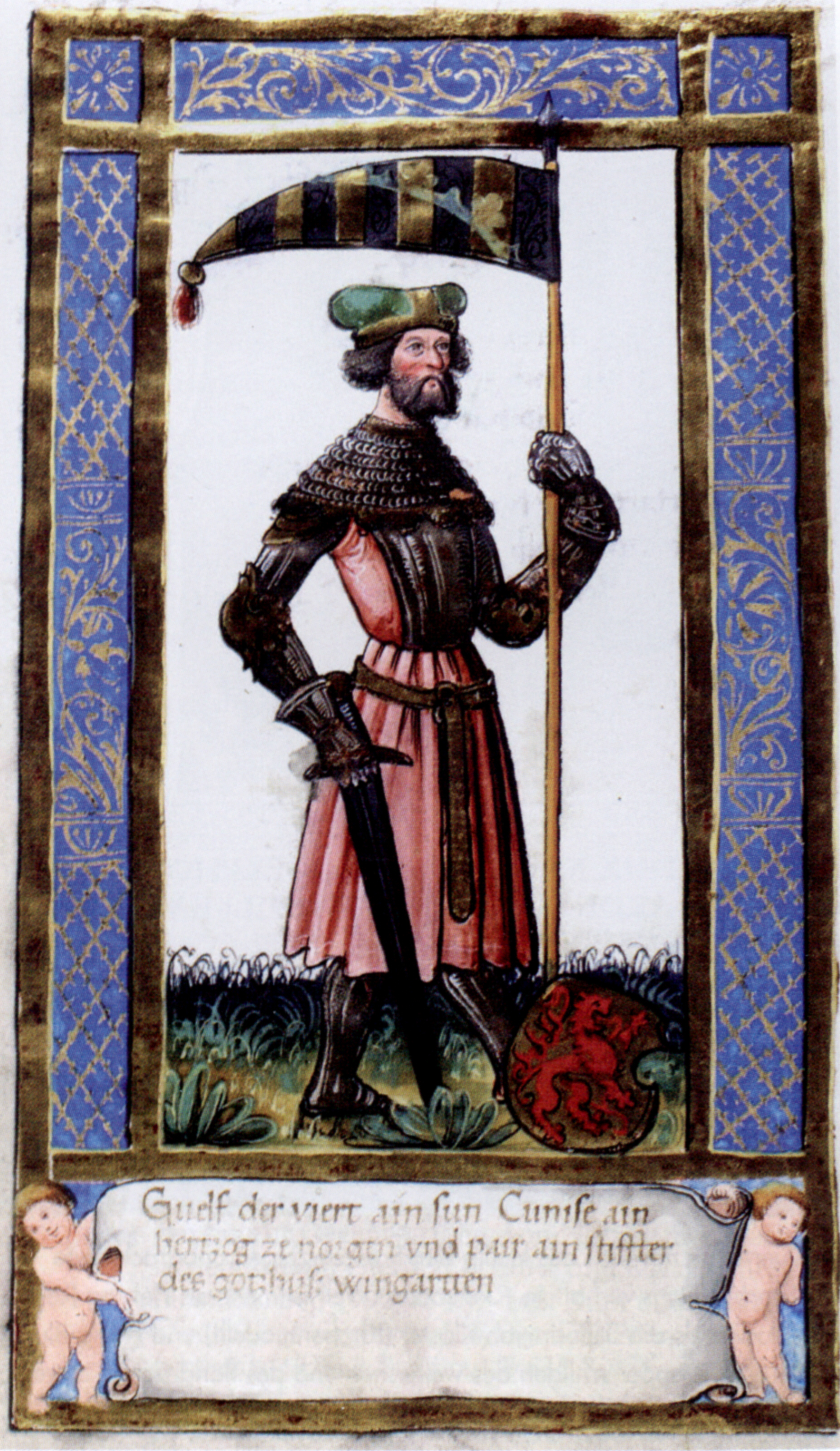
Ідеалізований піздньосередньовічний портрет Вельфа IV, родоначальника другої династії

Друга династія Вельфів є гілкою італійського Естенського дому. Маркграф Лігурії Альберто Аццо II д'Есте одружився з Кунігундою, дочкою Вельфа II. Їхній син, Вельф IV, і став родоначальником династії. Від імені цього дому Вельфів пішла назва середньовічної політичної течії, що протистояла претензіям імператорів на владу в Італії — гвельфів.
Вельф IV (бл. 1030/1040 — 9 листопада 1101) в 1055 році успадкував всі швабські та баварські володіння свого дядька, Вельфа III. У 1070 році він отримав від імператора Генріха IV титул герцога Баварії. Під час боротьби за інвеституру між імператором Генріхом IV та папами, Вельф IV був позбавлений володінь, однак у підсумку імператор був змушений укласти з Вельфом мир та повернути йому Баварію.
Старший син Вельфа IV, Вельф V (помер 1124), що успадкував під ім'ям Вельфа II Баварію після смерті батька, був одружений з маркграфинею Матильдою Тосканською, супротивницею імператора Генріха IV. Він дітей не залишив, тому після його смерті Баварія перейшла до молодшого брата — Генріха IX Чорного (помер 1126). Він був одружений зі старшою дочкою Магнуса Біллунга, герцога Саксонії. Після смерті тестя 1106 року він приєднав частину саксонських земель, однак титулу герцога Саксонії не отримав — імператор Генріх V, остерігаючись посилення Вельфів, передав титул Лотару Супплінбурзькому. Однак спадкоємець Генріха Чорного, Генріх Гордий (помер 1139), одружився із Гертрудою, спадкоємицею Лотара, який став 1125 року правителем імперії, завдяки цьому отримав численні володіння на півночі Німеччини, що раніше належали родам графів Супплінбургу, Брауншвейгу (Брунонам) і Нортгайму. Генріх Гордий підтримував тестя у його боротьбі проти герцогів Швабії з дому Гогенштауфенів, які також претендували на імператорський престол.
Незадовго до смерті Лотар II присвоїв Генріху титул герцога Саксонії та передав королівські регалії. Коли Лотар помер 4 грудня 1137 року, Генріх Гордий як його зять і, безсумнівно, наймогутніший з князів Німеччини був головним претендентом на королівську корону. Однак королем 7 березня 1138 року було обрано колишнього антикороля Конрада III, герцога Франконії. Генріх Гордий передав Конраду королівські регалії, але відмовився підкоритись його вимозі відмовитись від одного з двох герцогств. Після невдалої спроби досягнути згоди, король позбавив Генріха обох герцогств. Саксонія була передана маркграфу Північної марки Альбрехту Ведмедю, сину молодшої дочки герцога Саксонії Магнуса, а Баварія — маркграфу Австрії Леопольду IV Бабенбергу. Генріх Гордий швидко одержав перемогу над Альбрехтом у Саксонії й збирався вторгнутись до Баварії, але раптово помер 1139 року.
Спадкоємець Генріха Гордого, Генріх Лев, у 1142 році зміг отримати Саксонію, а у 1156 році новий імператор, Фрідріх I Барбаросса, передав йому і Баварію, але без Австрії, яку було возведено в статус герцогства. В результаті наступних походів на схід, починаючи з 1160 року Генріх Лев захопив майже всю територію бодричів і став володарем величезної території на схід від Ельби. Однак посилення Генріха Льва викликало різкий конфлікт між ним та імператором Фрідріхом I Барбароссою. Коли Генріх Лев відмовився від участі в поході імператора до Італії, Фрідріх організував 1180 року над ним судовий процес. В результаті Генріха Льва було позбавлено більшості своїх володінь, в його руках лишились тільки Брауншвейг та Люнебург.
З синів Генріха Лева Генріх V (помер 1227) через шлюб отримав Рейнське пфальцграфство. Однак єдиний син Генріха V, Генріх VI, який успадкував пфальцграфство після смерті матері, помер раніше батька й дітей не залишив, а пфальцграфство перейшло до дому Віттельсбахів. Молодший син Генріха Льва, Оттон IV Брауншвейгський (помер 1218), боровся з Гогенштауфенами за титул імператора й у підсумку мав успіх — після загибелі його супротивника Філіппа Швабського він у 1209 році був коронований імператорською короною. Однак він не дотримався даних папі обіцянок і заявив претензію на верховні права над Італією, папа Інокентій III в листопаді 1210 року відлучив його від церкви та у 1212 році визнав законним німецьким королем Німеччини Фрідріха II Гогенштауфена. Після цього від Оттона відпала вся південна Німеччина. Розбитий французьким королем Філіппом II при Бувіні (27 липня 1214 року), Оттон мав поступитись супротивнику. Він віддалився до своїх спадкових земель й звідти бився ще з данським королем Вальдемаром та архієпископом Магдебурзьким. Дітей він не залишив.
Потомство залишив молодший з синів Генріха Льва — Вільгельм (1184—1213), який мав єдиного сина Отто I (1204—1252), який отримав колишнє алодіальне володіння своєї родини (у східній частині Нижньої Саксонії та у північній частині Саксонії-Ангальт) від імператора Священної Римської імперії Фрідріха II 21 серпня 1235 року як імперський лен під назвою Брауншвейг-Люнебурзьке герцогство. Він став родоначальником так званого Брауншвейгського дому. У 1267—1269 роках землі було поділено між його синами, що стали родоначальниками декількох ліній роду.
З XIV століття значення дому Вельфів у німецьких справах падає, рід роздробився на декілька ліній, низка яких швидко згасла. До XVI століття у їхніх руках лишається тільки Брауншвейг-Люнебурзьке герцогство. З цієї гілки походили Шарлотта-Крістіна Брауншвейг-Вольфенбюттельська — мати Петра II і Антон Ульріх Брауншвейзький — батько російського імператора Івана VI Антоновича.
1692 року Ернст I в результаті об'єднання володінь декількох гілок Люнебурзької лінії Вельфів став курфюрстом Ганноверським, а його син Георг I вступив на англійський престол. Ця гілка отримала назву Ганноверської династії. Останньою представницею дому Вельфів на англійському престолі була королева Вікторія, яка також прийняла титул імператриці Індії.
У XIX столітті глава дому Вельфів носив титул короля Ганноверського. Нині на чолі дому стоїть Ернст Август V, одружений із принцесою Монако Кароліною (сестра князя Альбера II й дочка Грейс Келлі).

### Генеалогія

#### Вельфи, гілка дому Есте
Альберто Аццо II д'Есте (бл. 996—1097), маркграф Лігурії; 1-ша дружина: з бл. 1035 Кунігунда (бл. 1020 — 31 березня до 1055), дочка Вельфа II , графа Альтдорфу, Норіталу та Іннталу, й Іміці, дочки Фрідріха Люксембурзького, графа Мозельгау; 2-га дружина: з бл. 1049/1050 Герсенда дю Мен, дочка Герберта I, графа Мену.
- (від 1-го шлюбу) Вельф IV (бл. 1030/1040 — 9 листопада 1101) — герцог Баварії (Вельф I) 1070—1077, 1096—1101; 1-ша дружина: N, італійка [2]; 2-га дружина: після 1061 (розлучення 1070) Етелінда (померла після 1070), дочка Оттона Нортхеймського, герцога Баварії, й Ріхези; 3-тя дружина: з бл. 1071 Юдит Фландрська (бл. 1033 — березень 1094), дочка Бодуена IV Бородатого, графа Фландрії, й Елеонори Нормандської, вдова Тостіга Годвінсона, ерла Нортумбрії
  - (від 3-го шлюбу) Вельф V (бл. 1073 — 24 вересня 1124), герцог Баварії (Вельф II) з 1101; дружина: з 1089 (розлучення 1095) Матильда (1046 — 24 липня 1115), маркграфиня Тоскани, дочка Боніфація I, маркграфа Тоскани, й Беатриси Лотарінгської
  - (від 3-го шлюбу) Генріх IX Чорний (бл. 1074 — 13 грудня 1126), герцог Баварії з 1124; дружина: Вульфхільда Біллунг (померла 29 грудня 1126), дочка Магнуса Біллунга, герцога Саксонії
    - Генріх Гордий (бл. 1108 — 20 жовтня 1139), герцог Баварії (Генріх X) з 1126, герцог Саксонії (Генріх II) 1137—1138; дружина: з 29 травня 1127 Гертруда Супплінбурзька (18 квітня 1115 — 18 квітня 1143), дочка Лотаря II Супплінбурзького, короля Німеччини, й Ріхези Нордгеймської, 1 травня 1142 року вона другим шлюбом вийшла заміж за Генріха II Язомірготта, маркграфа (пізніше герцога) Австрії й герцога Баварії
      - Генріх Лев (1132/1133 — 6 серпня 1195), герцог Саксонії (Генріх III) 1142—1180, герцог Баварії (Генріх XII) 1156—1180; 1-ша дружина: з бл. 1148/1149 (розлучення 23 листопада 1162) Клеменція (померла 173/1175), дочка Конрада, герцога Церінгену, та Клеменції Намюрської. Вона другим шлюбом 1164 року вийшла заміж за Гумберта III, графа Савойї та Морьєнну; 2-га дружина: з 1 лютого 1168 Матильда Плантагенет (червень 1156 — 28 червня 1189), дочка Генріха II, короля Англії, й герцогині Алієнор Аквітанської
        - (від 1-го шлюбу) Генріх (помер немовлям)
        - (від 1-го шлюбу) Гертруда (бл. 1155 — 1 липня 1197); 1-й чоловік: з 1166 Фрідріх IV (1145 — 19 серпня 1167), герцог Швабії і граф Ротенбургу з 1152; 2-й чоловік: з лютого 1177 Кнуд VI (бл. 1162 — 2 листопада 1202), король Данії з 1182
        - (від 1-го шлюбу) Ріхенза (померла до 1 лютого 1168)
        - (від 2-го шлюбу) Ріхенза (1172 — 13 січня 1209/1210); 1-й чоловік: з 1189 Жоффруа III (помер 27 березня чи 5 квітня 1202), граф Першу; 2-й чоловік: з 1204 Ангерран III (помер 1243), сеньйор де Куси
        - (від 2-го шлюбу) Генріх V Старший (бл. 1173/1174 — 28 квітня 1227), пфальцграф Рейнський 1195—1212, герцог Брауншвейг-Люнебургу 1213; 1-ша дружина: з грудня 1193/січня 1194 Агнес фон Гогенштауфен (1176 — 9/10 травня 1204), дочка Конрада, пфальцграфа Рейну, та Ірмгарди фон Хеннеберг; 2-га дружина: з 1211 Агнес фон Веттін (померла 1 січня 1148), дочка Конрада II Ландсберзького, маркграфа Лужицького, й Ельшбетти Польської
          - (від 1-го шлюбу) Генріх VI Молодший (бл. 1196 — 25 квітня 1214), пфальцграф Рейнський з 1212; дружина: з листопада 1212 Матильда Брабантська (померла 22 грудня 1267), дочка Генріха I, герцога Брабанту, й Матильди Фландрської. Другим шлюбом вона 5 грудня 1214 вийшла заміж за Флориса IV, графа Голландії
          - (від 1-го шлюбу) Ірмгарда (бл. 1200 — 24 лютого 1260); чоловік: з бл. 1217 Герман V (помер 15/16 січня 1243), маркграф Бадену
          - (від 1-го шлюбу) Агнес (бл. 1201 — 16 листопада 1267); чоловік: з травня 1222 Оттон II Сяючий (1206 — 29 листопада 1253), пфальцграф Рейну (Оттон I) з 1228, герцог Баварії з 1231

        - (від 2-го шлюбу) Лотар (бл. 1174/1175 — 15 жовтня 1190)
        - (від 2-го шлюбу) Оттон IV Брауншвейгський (бл. 1176/1177 — 19 травня 1218), граф Пуатьє 1196—1198, король Німеччини з 9 червня 1208, імператор Священної Римської імперії з 4 жовтня 1209; 1-ша дружина: з 23 липня 1212 Беатрис фон Гогенштауфен (бл. 1198 — 11 серпня 1212), дочка короля Німеччини Філіппа Швабського та Марії (Ірини) Ангеліни; 2-га дружина: з 19 травня 1214 Марія Брабантська (бл. 1191 — 9 березня/14 червня 1260), дочка Генріха I, герцога Брабанту, й Марії Фландрської, в липні 1220 вона другим шлюбом вийшла заміж за Вільгельма I, графа Голландії
        - (від 2-го шлюбу) син (июль/декабрь 1182 — помер немовлям)
        - (від 2-го шлюбу) Вільгельм Товстий (1184 — 12 грудня 1213), герцог Люнебургу; дружина: з 1212 Гелена Данська (бл. 1175/1182 — 22 листопада бл. 1233), дочка Вальдемара I Великого, короля Данії
          - Отто I Дитя (1204 — 9 червня 1252), герцог Брауншвейг-Люнебургу з 1235
            - Брауншвейгський дім

        - (незак., від дочки Готфріда, графа Блискастеля) Матильда (до 1164 — до 1219); чоловік: раніше 30 грудня 1178 Генріх Борвін I (бл. 1150 — 28 січня 1227), князь Мекленбургу

      - (?) Кунігуда (померла 2 жовтня 1140/1147); чоловік: Готфрід I (помер 3 квітня 1168/1172), граф фон Ронсберг

    - Конрад (помер 17 березня 1126), чернець-цистеріанець
    - Софія (померла 10 липня до 1147); 1-й чоловік: Бертольд III (помер 3 грудня 1122), герцог Церінгену з 1111; 2-й чоловік: з бл. 1122/1123 Леопольд I Хоробрий (помер 29 жовтня 1129), маркграф Штирії с 1122
    - Юдит (після 1100 — 22 лютого 1130/1131); чоловік: Фрідріх II Одноокий (1090 — 4/6 квітня 1147), герцог Швабії
    - Матильда (померла 16 лютого чи 16 березня бл. 1183); 1-й чоловік: з бл. 1128 Депольд IV (помер бл. 1128), маркграф Вохбургу; 2-й чоловік: 24 жовтня 1129 (контракт) Гербхард III (помер 28 жовтня бл. 1188), граф Зульцбаху
    - Вельф VI (16 грудня 1114/15 грудня 1116 — 14/15 грудня 1191), герцог Сполето і маркіз Тоскани з 1152; дружина: Ута фон Кальв (померла 1196), герцогиня Шауенбургу, дочка Готфріда I, графа фон Кальв і пфальцграфа Рейнського, й Ліутгарди фон Церінген
      - Вельф VII (помер 12 вересня 1167), герцог Сполето 1160

    - Вульфхільда (померла 18 травня після 1156); чоловік: Рудольф (помер 27/28 квітня 1160), граф Бергенцу
    - (незак.) Адальберт (помер 1144), абат Корвейського абатства з 1138

  - (від 3-го шлюбу) Кунігунда (Куніцца) (померла 6 березня 1120); чоловік: Фрідріх III Рохо (помер 2 листопада 1096), граф Діссену
- (від 2-го шлюбу) Гуго V (помер 1097), граф Мену 1069—1093; дружина: раніше 1071 (розл.) Ерія, дочка Роберта Гвіскара, герцога Апулії та Калабрії
- (від 2-го шлюбу) Фулько I д'Есте (помер 15 грудня 1128), маркграф Лігурії з 1097
  - Естенський дім

#### Брауншвейзький дім
Отто I Дитина (1204 — 9 червня 1252), герцог Брауншвейг-Люнебургу з 1235; дружина: з 1228 Матильда Бранденбурзька (бл. 1206/1215 — 10 червня 1261), дочка маркграфа Бранденбургу Альбрехта II й Матильди фон Ленсберг. Діти:
- Матильда (померла 25 серпня чи 1 грудня 1297), регентша Ангальту 1266—1270, абатиса Гернроде 1275—1295; чоловік: Генріх II (бл. 1215—1266), князь Ангальту 1252—1253, князь Ангальт-Ашерслебену з 1253
- Олена (18 березня 1223 — 6 вересня 1273); 1-й чоловік: з бл. 9 жовтня 1239 Герман II (помер 3 січня 1241), ландграф Тюрингії; 2-й чоловік: з бл. 1247/1248 Альбрехт I (помер 1260), герцог Саксонії
- Єлизавета (померла 27 травня 1266); чоловік: з 25 січня 1252 Вільгельм II (лютий 1228 — 28 січня 1256), граф Голландії й Зеландії з 1235, король Німеччини (Вільгельм) з 3 жовтня 1247
- Оттон (помер бл. 16 січня 1247)
- Альбрехт I Великий (1236 — 15 серпня 1279), герцог Брауншвейг-Люнебургу 1252—1277, герцог Брауншвейг-Люнебургу в Брауншвейзі з 1267, родоначальник Старшої Брауншвейгської гілки; 1-ша дружина: з 13 липня 1254 року Єлизавета Брабантська (1243 — 17 квітня чи 9 жовтня 1261), дочка Генріха II, герцога Брабанту, й Софії Тюринзької; 2-га дружина: з 1 листопада 1266 року Алессіна Монферратська (померла 6 лютого 1285), дочка маркіза Монферратського Боніфаціо II й Маргарити Савойської. Другим шлюбом вона 1282 року вийшла заміж за Герхарда I, графа Гольштейн-Ітцехое.
  - (від 2-го шлюбу) Генріх I (1267 — 7 вересня 1322), герцог Брауншвейг-Люнебургу в Брауншвейзі з 1279, герцог Брауншвейгу в Еверштейні у 1285, герцог Брауншвейг-Грубенхагену й Зальцдерхельдену з 1291, родоначальник линії герцогів Брауншвейг-Грубенхагену
  - (від 2-го шлюбу) Альбрехт II (бл. 1268 — 22 вересня 1318), герцог Брауншвейг-Геттінгену з 1291, родоначальник лінії герцогів Брауншвейг-Геттінгену
  - (від 2-го шлюбу) Вільгельм I (бл. 1270 — 20 вересня 1292), герцог Брауншвейг-Вольфенбюттеля з 1291, родоначальник Брауншвейг-Вольфенбюттельської гілки
  - (від 2-го шлюбу) Оттон (1271 — 17 квітня 1345/13 грудня 1347), комтур ордену Тамплієрів у Супплінбурзі
  - (від 2-го шлюбу) Конрад (бл. 1273—1303)
  - (від 2-го шлюбу) Лютер (бл. 1275 — 18 квітня 1335), великий магістр Тевтонського ордену з 1331
  - (від 2-го шлюбу) Мехтильда (Матильда) (бл. 1276 — 26 квітня/31 серпня 1318); чоловік: з травня 1291 Генріх I (бл. 1251/1260 — 7/9 грудня 1309), герцог Глогау
- Оттон (помер 4 липня 1279), єпископ Хільдесхайму з 1264
- Йоганн I (бл. 1242 — 13 грудня 1277), герцог Брауншвейг-Люнебургу з 1252, герцог Брауншвейг-Люнебургу в Люнебурзі з 1267, родоначальник Старшого Люнебургського дому
- Конрад (помер 15 вересня 1299), єпископ Вердену з 1269
- Адельгейда (померла 12 червня 1274); чоловік: раніше 26 березня 1262 Генріх I Дитя (24 червня 1244 — 21 грудня 1308), ландграф Гессену с 1264
- Агнес (померла 28/31 грудня 1327), канонеса у Кведлінбурзі 1263; чоловік: з бл. 1263/1265 Віцлав II (помер 29 грудня 1302), князь Рюгену с 1260/1261

##### Старший Люнебургський дім
Йоганн I (бл. 1242 — 13 грудня 1277), герцог Брауншвейг-Люнебургу з 1252, герцог Брауншвейг-Люнебургу в Люнебурзі з 1267

##### Старший Брауншвейгський дім, гілка герцогів Брауншвейг-Грубенхагену
Генріх I (1267 — 7 вересня 1322), герцог Брауншвейг-Люнебургу в Брауншвейзі з 1279, герцог Брауншвейгу в Еверштейні 1285, герцог Брауншвейг-Грубенхагену й Зальцдерхельдену з 1291

##### Старший Брауншвейгський дім, гілка герцогів Брауншвейг-Геттінгену
Альбрехт II (бл. 1268 — 22 вересня 1318), герцог Брауншвейг-Геттінгену з 1291

##### Старший Брауншвейзький дім, гілка герцогів Брауншвейг-Вольфенбюттеля

Герб князівства Брауншвейг-Вольфенбюттеля

Вільгельм I (бл. 1270 — 20 вересня 1292), герцог Брауншвейг-Вольфенбюттеля з 1291
ІІІ
- Фердинанд-Альбрехт II Брауншвейг-Вольфенбюттельський

IV
- Антон-Ульріх (1714—1774) — син Фердинанда-Альбрехта II.
- Людовик-Ернст (1718—1788) — син Фердинанда-Альбрехта II. Герцог Курляндії і Семигалії (1741), фельдмаршал Священної Римської імперії (1744—1749) і Республіки Об’єднаних провінцій Нідерландів (1749—1766). Регент Нідерландів при Вільгельмі V (1759—1766).

V
- Йоганн (1740—1764) — син Антона-Ульріха. Російський імператор «Іван VI» (1740—1741).